# Eremicola semitica
Eremicola semitica är en fjärilsart som beskrevs av Hans Georg Amsel 1935. Eremicola semitica ingår i släktet Eremicola och familjen äkta malar. Inga underarter finns listade i Catalogue of Life.